# Camille Martin
Camille Martin est un peintre, relieur, illustrateur et affichiste lorrain, né Camille Emmanuel Joseph Étienne Martin à Nancy le 14 février 1861, où il est mort le 11 octobre 1898. Il fait partie du mouvement de l'École de Nancy.

## Biographie

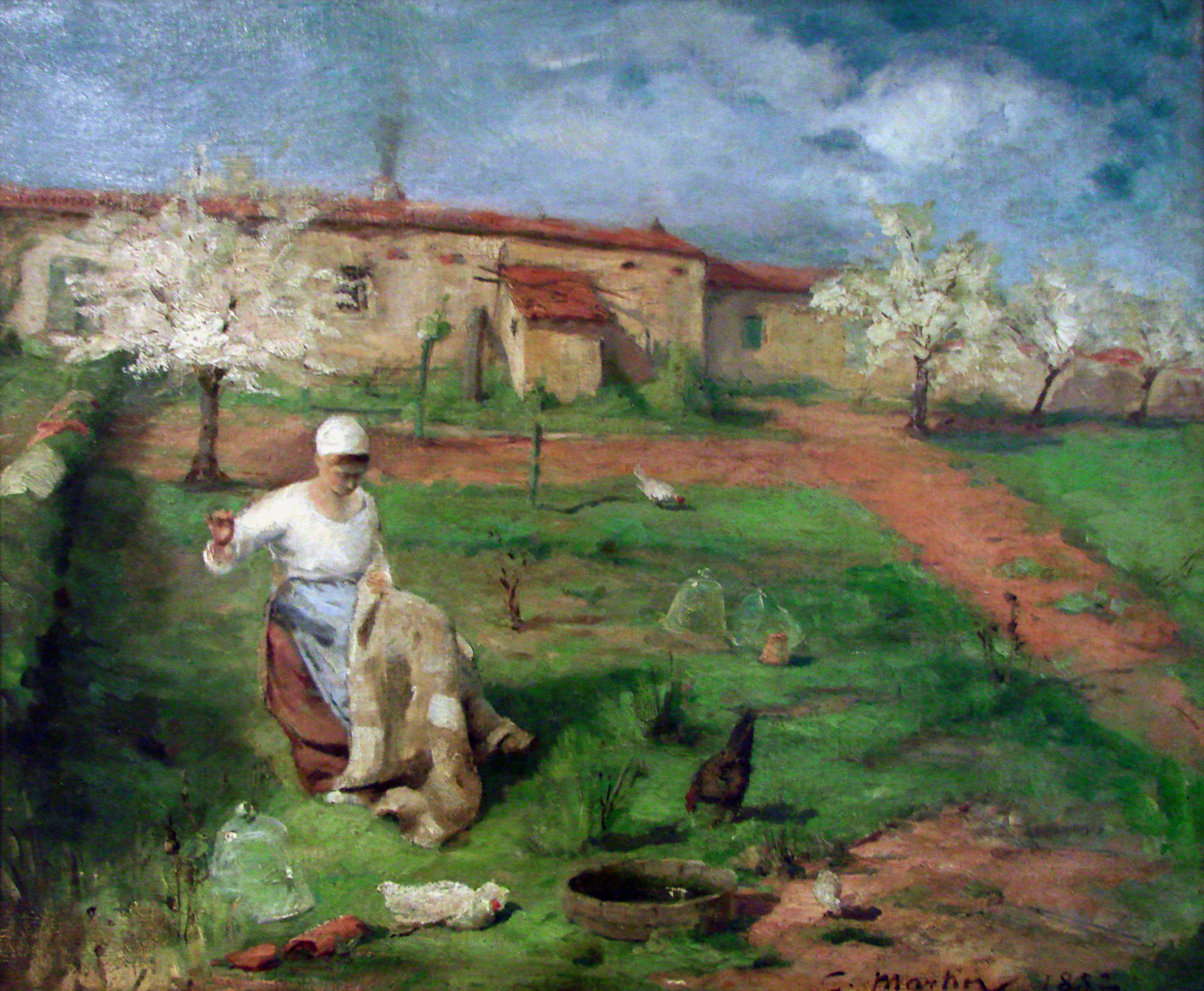
Premier soleil (1882) - Musée des beaux-arts de Nancy

Fils du sculpteur Jacques Martin (1838-1906) et de la brodeuse Louise Victorine Gautier, il fréquente l'École des beaux-arts de Nancy où il suit l'enseignement de Théodore Devilly. Il y rencontre Emile Friant et Victor Prouvé qui deviennent des amis et collaborateurs intimes et y remporte le prix Jacquot en 1881, ce qui lui ouvre les portes de École des arts décoratifs de Paris. Il épouse Marie-Rosalie Demangeot et en divorce probablement peu de temps après, sans avoir d'enfant. Il expose dès 1882 au salon de Nancy la peinture Premier soleil, que Roger Marx, dans Le Courrier de Meurthe-et-Moselle, rapproche de Puvis de Chavannes. Pour Michèle Leinen, documentaliste à la ville et au musée des Beaux-Arts de Nancy, son style se rapproche surtout de celui de Jules Bastien-Lepage. Il présente la même année, en collaboration avec Émile Friant, un bahut sur le thème de Don Quichotte à la vitrine Majorelle.
Il voyage en 1884 à Venise où il réalise de nombreuses aquarelles ; l'une d'elles, Canal Saint-Marc, est conservée au musée Lorrain. Il présente trois œuvres au salon de Nancy de la même année, ville dans laquelle il vient de s'installer : Discours sur la tombe, Cage à lapins et À Saint-Etienne et deux autres à celui de 1886 : Désœuvré et Le sculpteur praticien.

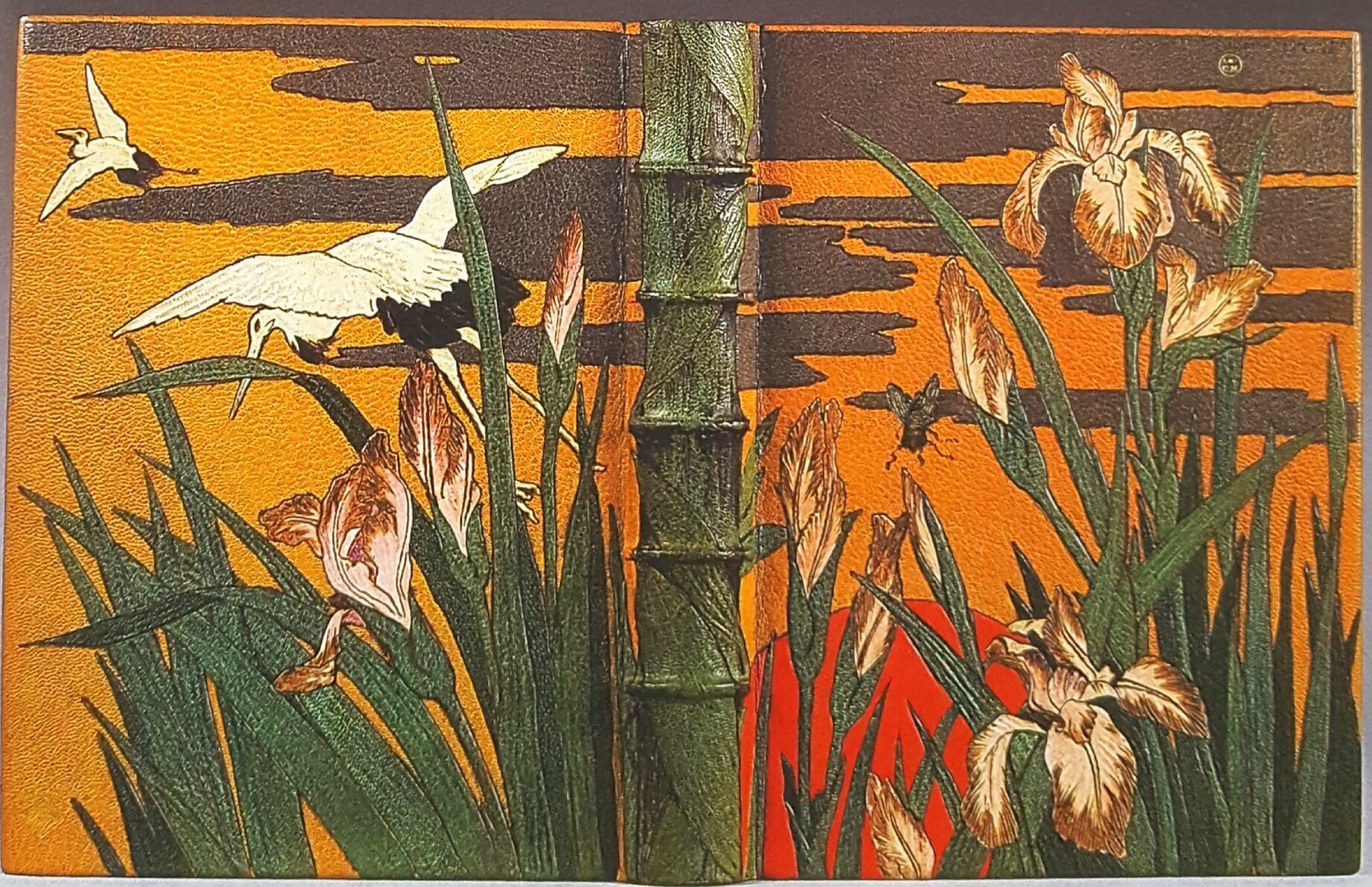
Une reliure pour L'Art Japonais de Louis Gonse, réalisée en collaboration avec René Wiener, 1893. Conservée au musée des Beaux-Arts de Nancy, photographie de la bibliothèque municipale de Nancy.

Sa rencontre avec Hokkai Takashima en 1885 sensibilise Camille Martin à l'art japonais, dont il possède de nombreux ouvrages dans son atelier et qui influent fortement son style. Il peindra essentiellement des paysages vosgiens en utilisant de nombreuses techniques : émail, céramique (en collaboration avec Gustave Schneider), cruit et le bois-brûlé. Cela lui vaut le surnom de « peintre populaire du sapin ».
Il participe à son premier salon national en 1887, le salon des Artistes français, lors duquel il expose Les vieilles Carrières de Malzéville. La même année, l'hôtel de ville de Nancy présente des artistes locaux, où Martin présente Quais de Paris et une aquarelle.
Il voyage en Égypte en 1888 et en rapporte divers souvenirs et photographies, sans que cela ait eu une influence majeure dans son œuvre.

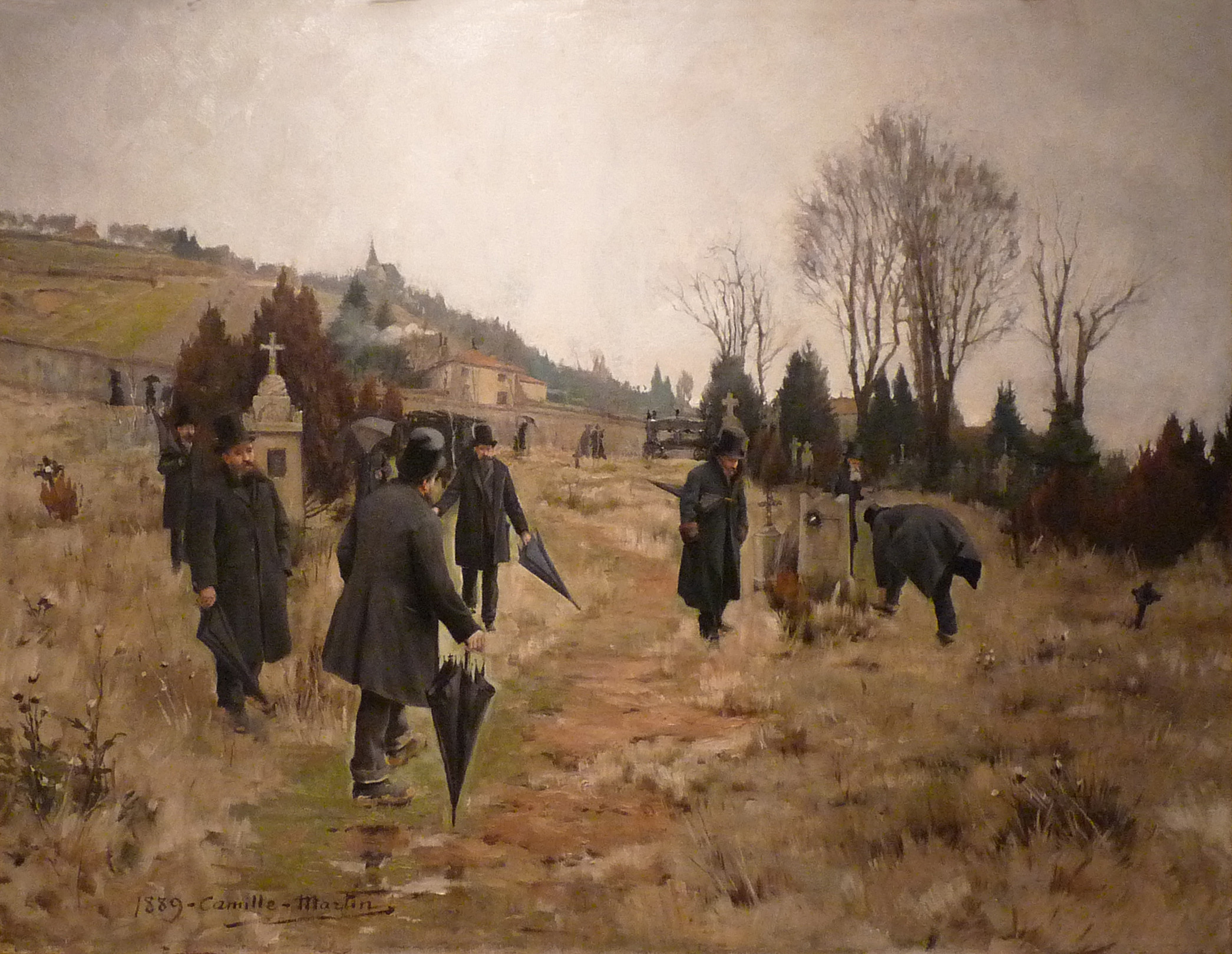
Après l'enterrement, 1889, musée des beaux-arts de Nancy.

Lors du salon de Nancy de 1888, situé aux galeries Poirel depuis leur inauguration la même année, Martin expose de nombreuses œuvres : La Manutention militaire à Nancy, Aix-les-Bains (La Dent du Chat), La Porte Saint-Georges, Le Port du Tréport à marée basse et Les Quais du Tréport.

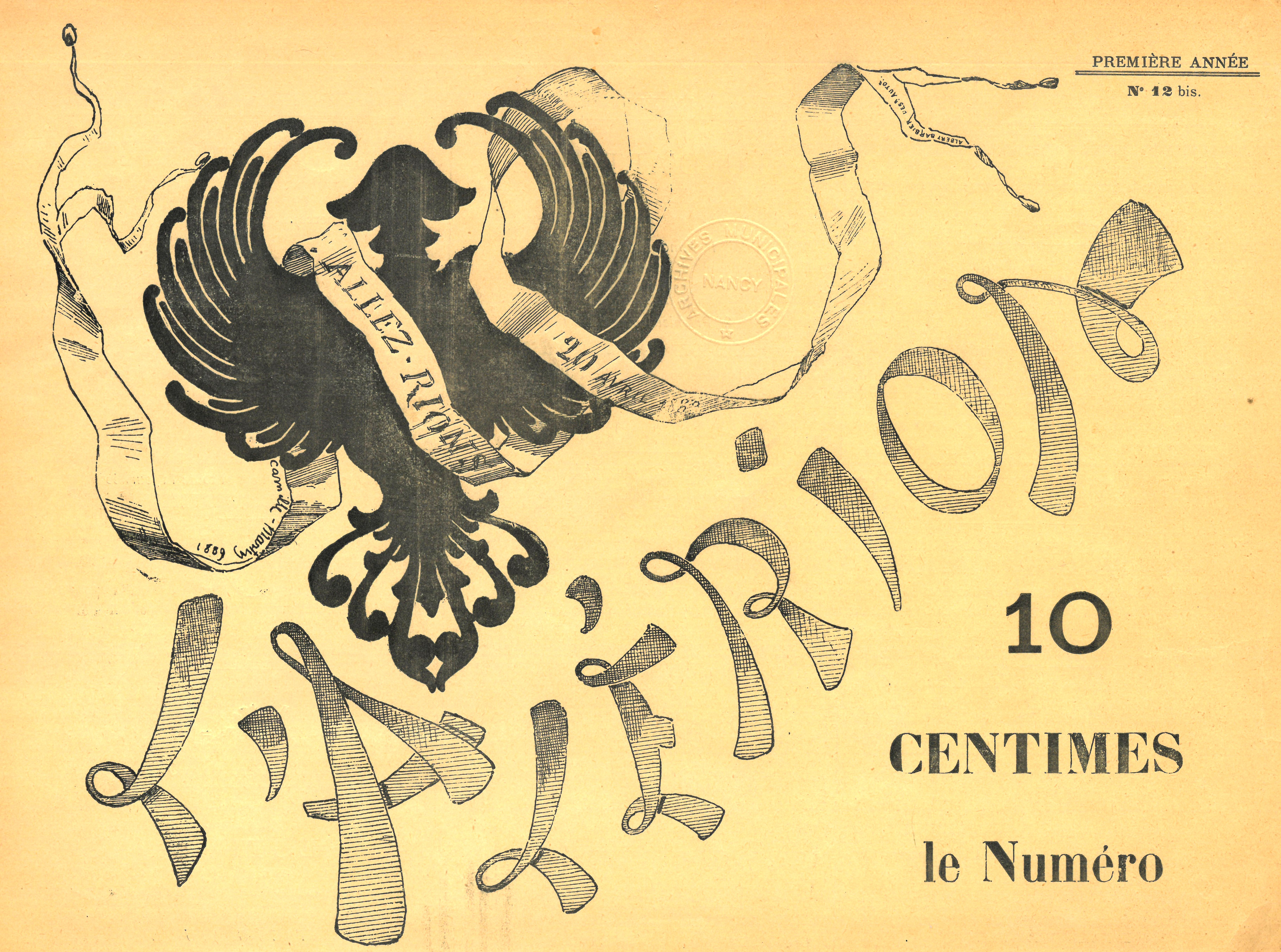
Illustration de la manchette du programme des festivités du centenaire de la Révolution pour la ville de Nancy, conservé aux Archives Municipales de Nancy.

Il retourne au salon des Artistes français en 1889 pour y montrer Boudonville et Après l'enterrement. La même année, il réalise l'illustration de la manchette du programme des festivités du centenaire de la Révolution pour la ville de Nancy. 
En 1891, il demeure au 11 bis, rue de Boudonville à Nancy et expose 15 études à l'exposition de l'Association des artistes lorrains. 
Il fonde rue de Strasbourg un atelier d'amateurs et d'artistes en 1891 et expose la même année au salon des Artistes français Portrait de Mlle V... et enfin des bois brûlés à la galerie Wiener. L'année suivante, il présente au salon de Nancy Effet d'automne et La rue Lepeletier (hiver).
En 1893, il collabore au Salon du Champ-de-Mars avec Victor Prouvé et René Wiener, et présente des reliures qui lui valent une reconnaissance nationale et internationale et lui permet d'obtenir la réalisation de la reliure de L'Histoire de Paris. Les trois artistes, ou cette « Triple Alliance » selon un critique d'art de l'époque, présentent neuf reliures qui permettent pour la première fois la reconnaissance d'une « École Lorraine d'Art décoratif ». Les reliures présentées au Salon présentent les révolutions techniques et artistiques que ces artistes apportent à la décoration des reliures, fortement influencés par le japonisme. L'un des ouvrages présentés est d'ailleurs L'Art Japonais de Louis Gonse, en deux volumes, dont la reliure du second est l'œuvre de Camille Martin, et présentant directement cette influence nipponne sur la production artistique nancéienne de la fin du XIXe siècle. Ces deux volumes sont acquis par le Musée de l'Ecole de Nancy le 14 avril 2005, ce qui donne lieu l'année suivante à l'exposition L'Art Japonais ou la reliure selon Victor Prouvé et Camille Martin. La même année, il remporte avec Victor Prouvé le concours pour la réalisation d'un monument place de la Croix de Bourgogne.

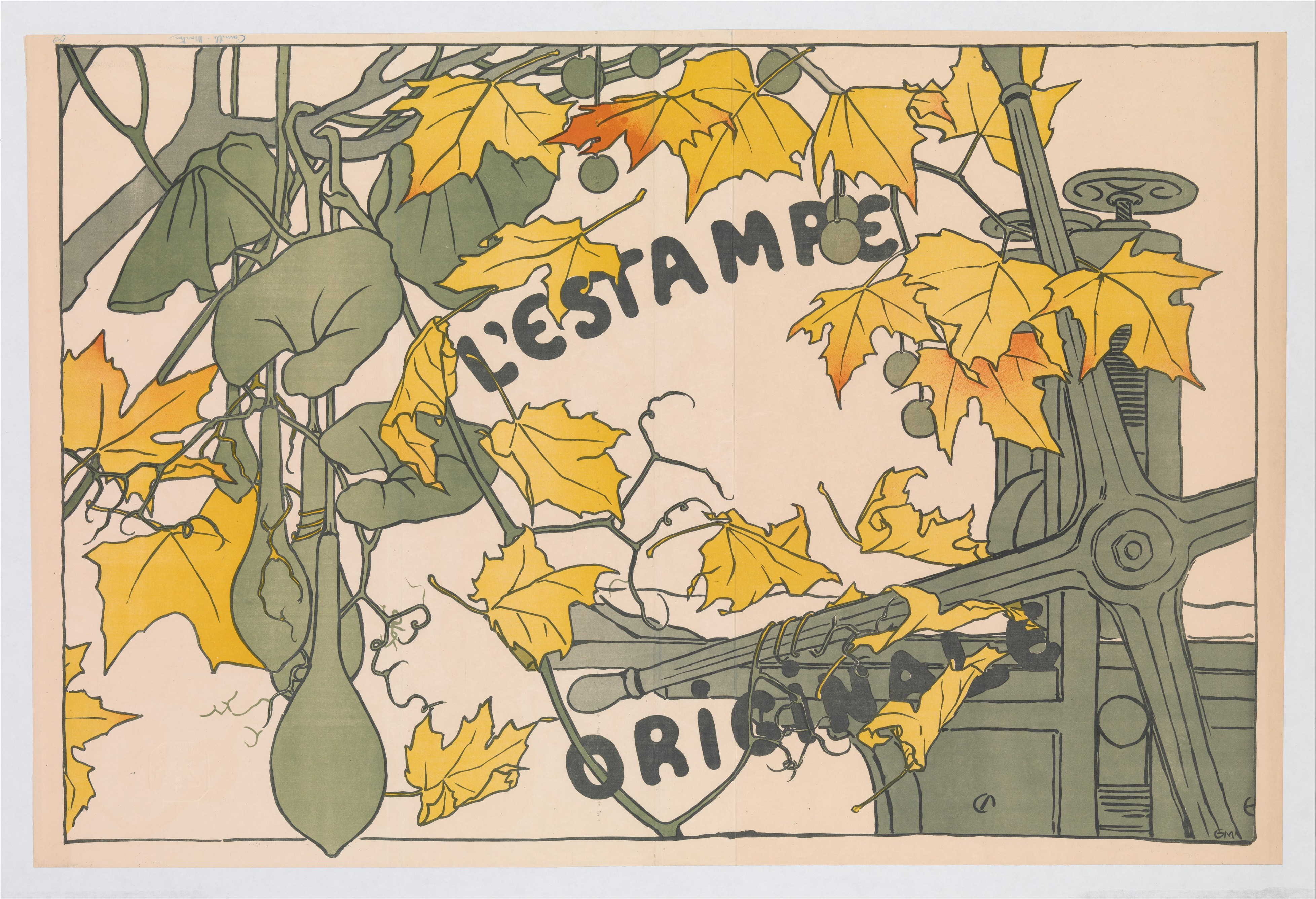
L'estampe originale, janvier-mars 1894, Metropolitan Museum of Art.

Entre 1893 et 1895, André Marty édite dans L'estampe originale des planches de Camille Martin parmi celles de Bonnard, de Toulouse-Lautrec, de Ranson...

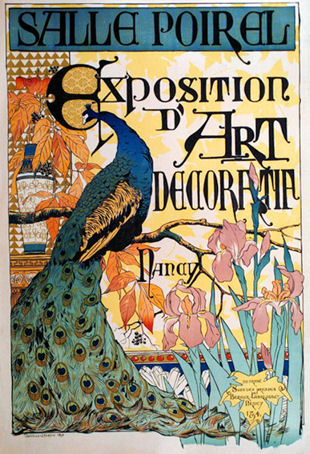
Affiche de l'Exposition d'art décoratif de Nancy (1894)

Il participe en 1894 à l'exposition d'art décoratif lorrain, dont il réalise l'affiche. Il y expose aussi des reliures et un bois brûlé représentant une futaie en automne. La même année, il collabore avec Prouvé pour la réalisation du coffre La Parure, présentée au salon national des Beaux-arts. Au salon de Nancy de 1895, il expose deux reliures, Mélancolie et L'Herbier, puis la toile Le Patricien à celui de 1896 et d'autres œuvres à celui de 1897. Il peint son dernier paysage en 1898, À Dieulouard.
Camille Martin meurt le 11 octobre 1898 d'une maladie du cœur dont il souffrait depuis longtemps. Divorcé et sans héritier, c'est son père qui hérite de ses œuvres et de ses biens. Ses œuvres sont exposées aux galeries Poirel dans la Galerie Sud du 16 au 26 mars 1899, et son atelier est vendu. Durant cette exposition, des peintures, dessins, esquisses, aquarelles, études végétales, pointes sèches, cartons, coffrets, reliures et gravures sur bois sont présentés, certaines appartenant déjà à des collectionneurs, d'autres étant aussi proposés à la vente. Le catalogue de l'exposition renseigne les propriétaires de certaines de ses œuvres. Parmi eux y figurent l'important mécène de Nancy Eugène Corbin (notamment le panneau décoratif Le Soir), le docteur Louis Spillmann et la comtesse de Villers-la-Faye (orthographié Villerslafaye).
Pour Michèle Leinen, il fait partie des rares peintres nancéiens ayant eu une influence sur la peinture de l'école de Nancy, avec les célèbres Victor Prouvé et Émile Friant, avec lequel il était ami, et les moins connus Henri Royer et Paul-Émile Colin ; ces cinq peintres représentent « l'esthétique de l'école de Nancy, qui évolue entre naturalisme, symbolisme, idéal moral et engagement social ». Sur son cachet qu'il se dessine lui-même figure la devise Comprendre Aimer Servir, et reflète sa vision de l'art et la manière dont il s'y consacre. Artiste curieux, il s'essaie à de nombreuses techniques, visibles lors de l'exposition suivant son décès. En gravure notamment, il utilise trois techniques : la pointe-sèche, l'aqua-tinte et l'eau-forte qu'il agrémente parfois de couleurs.

## Expositions
- Musée de l'Ecole de Nancy, du 27 septembre au 10 décembre 2006, L'Art Japonais ou la reliure selon Victor Prouvé et Camille Martin
- Musée de l'Ecole de Nancy, du 26 mars au 29 août 2010, Camille Martin. Le Sentiment de la nature, organisé par la Ville de Nancy et le musée de l'Ecole de Nancy

### Ouvrages modernes
- Blandine Otter: « La réception des reliures de l'École de Nancy au salon de la Société  Nationale des Beaux-Arts de Paris en 1893 », [Colloque international, perception de l'Art nouveau: Art Nouveau et écologie], Bruxelles, 2010, Article intégral en ligne.
- Valérie Thomas, Jérôme Perrin, Blandine Otter: Camille Martin, artiste de l'École de Nancy. Le sentiment de la nature, Somogy (Paris), 2010, 144 p.  (ISBN 9782757202838) [publié à l'occasion de l'exposition présentée au musée de l'École de Nancy du 26 mars au 29 août 2010].
- Ange-Pascale Aumont, Camille Martin (1861-1898), [mémoire de maîtrise d'histoire de l'art], Université de Nancy 2 (Nancy), 1991.
- Blandine Otter, « Un exemple de la reliure Ecole de Nancy : magazine de l'art nouveau », arts nouveaux, no 22,‎ septembre 2006, p. 12-17

### Sources d'époque
- Catalogue de l'exposition Camille Martin, Salle Poirel (Nancy), 1899, 16 p.
- Catalogue de l'exposition de l'Association des artistes lorrains, 1891, 45 p.
- Numéro spécial La Lorraine-artiste, 16 octobre 1898